# Hradištko (district de Prague-Ouest)
Pour les articles homonymes, voir Hradištko.
Hradišťko (en allemand : Hradischko) ou Hradišťko-pod-Medníkem (« Hradistko-sous-Mednik ») est une commune du district de Prague-Ouest, dans la région de Bohême-Centrale, en République tchèque. Sa population s'élevait à 2 222 habitants en 2020.

## Géographie
Hradišťko se trouve à 24 km au sud du centre de Prague. Le village est situé sur une hauteur dominant le confluent de deux cours d’eau : la Vltava à l’ouest et la Sázava au nord, à peu de distance du sommet du Medník (471 m).
La commune est limitée par Davle et Petrov au nord, par Jílové u Prahy à l'est, par Krňany au sud-est, et par Štěchovice au sud et à l'ouest.

## Histoire
Un peuplement est attesté dès le XIIIe siècle sur le site fortifié dénommé Sekanka établi sur un escarpement rocheux dominant la Vltava, se consacrant à une activité artisanale et commerciale, en liaison avec le monastère bénédictin de l’île sur le fleuve située à proximité du confluent. Les terres du village, après avoir appartenu à ce monastère, puis à divers particuliers, ont fait partie ensuite des biens du monastère prémontré de Strahov, à proximité de Prague, jusqu’en 1945. Sur le plan administratif le village a le statut de commune depuis 1848.
Au cours de la Seconde Guerre mondiale, Hradišťko se trouva dans le Protectorat de Bohême-Moravie. Les autorités allemandes découpèrent un territoire de 440 km2 interdit aux citoyens tchèques. Centré sur Neveklov et délimité par la Vltava à l’ouest et la Sázava au nord, il s'étendait jusqu’aux environs de Benešov à l’est et de Sedlčany au sud. Comme tous les habitants de cette zone, la population de Hradišťko, situé au coin nord-ouest de la zone, en furent sommairement expropriés et expulsés. Le site accueillit alors diverses installations militaires : école du Génie des Waffen-SS, école de police, terrain de manœuvres, champ de tir. Une annexe du camp de concentration de Flossenbürg, en Bavière, y fut établie en 1943 ; les déportés, qui étaient employés à divers travaux forcés au voisinage, comprenaient une forte proportion de Français.

## Administration
La commune se compose de deux quartiers :
- Hradištko
- Pikovice

## Tourisme
La région de Hradištko est connue pour la beauté de sa nature (canyons, flore) et ses liens avec l’histoire de la Bohème (monastères, navigation fluviale, extraction de l’or notamment). Elle est devenue à partir des années 1920 une région de tourisme, avec le développement du camping et des résidences secondaires. La commune a aussi développé des activités dans d’autres secteurs économiques (imprimerie, céramique, techniques de l’élevage).

## Divers
En raison de son emplacement et de sa situation pendant la guerre, Hradišťko voit aussi son nom associé parfois avec un trésor nazi dit de Štěchovice (autre commune, située à 3 km, sur la rive opposée de la Moldau), enterré par les SS dans les derniers jours de la Seconde Guerre mondiale. Ce trésor aurait été constitué, pour une part d’archives (dont une part, sinon la totalité, effectivement retrouvée dès 1946), et pour une autre, toujours conjecturale, d’or et d’œuvres d’art, dont la trace, en dépit de diverses initiatives, ne semble pas avoir été retrouvée à ce jour.